# 퍼다

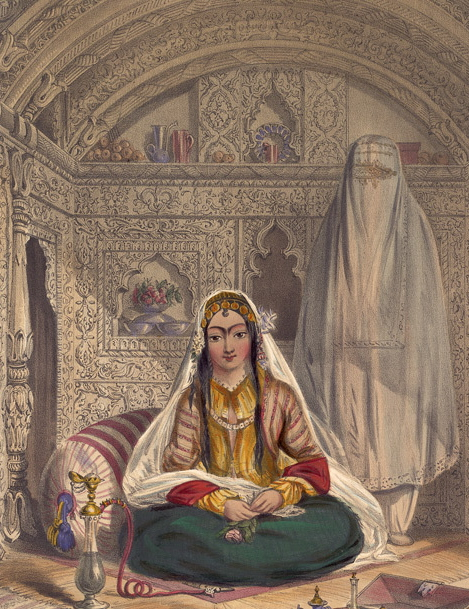
<카불의 여인>속의 퍼다

퍼다(Purdah)는 이슬람 국가들에서 여자들이 남자들의 눈에 띄지 않도록 집안의 별도 공간에 살거나 얼굴을 가리는 것이다.

## 기원
퍼다는 흔히 이슬람에서 발생한 것으로 알고 있으나, 사실은 이슬람이 생겨나기 전부터 있었다고 많은 학자들은 주장한다. 여자를 베일로 가리는 전통은 중동의 드루즈파, 기독교와 유대교 사회에서도 이미 있었다. 부르카도 이슬람이 생기기 전부터 아라비아 반도에서 사용되고 있었다.

## 같이 보기
- 부르카
- 차도르
- 히잡
- 니캅
- 아바야